# Rosa longshoushanica
Rosa longshoushanica es una especie de planta del género Rosa, de la familia Rosaceae.

## Taxonomía
Rosa longshoushanica fue descrita por L. Q. Zhao e Y. Z. Zhao en 2016.

## Distribución
Se encuentra en el territorio norte de China.